# (535230) 2014 YH50
(535230) 2014 YH50 est un objet transneptunien du disque des objets épars d'environ 220 km de diamètre.

## Caractéristiques
(535230) 2014 YH50 mesure environ 290 kilomètres de diamètre.